# 斯科特城 (密蘇里州)
斯科特城（英語：Scott City）是位於美國密蘇里州開普吉拉多縣及斯科特縣的城市。

## 人口
根據2020年美國人口普查的數據，斯科特城的面積為12.74平方千米，當中陸地面積為12.24平方千米，而水域面積為0.50平方千米。當地共有人口4346人，而人口密度為每平方千米341人。